# Itze Grünzweig

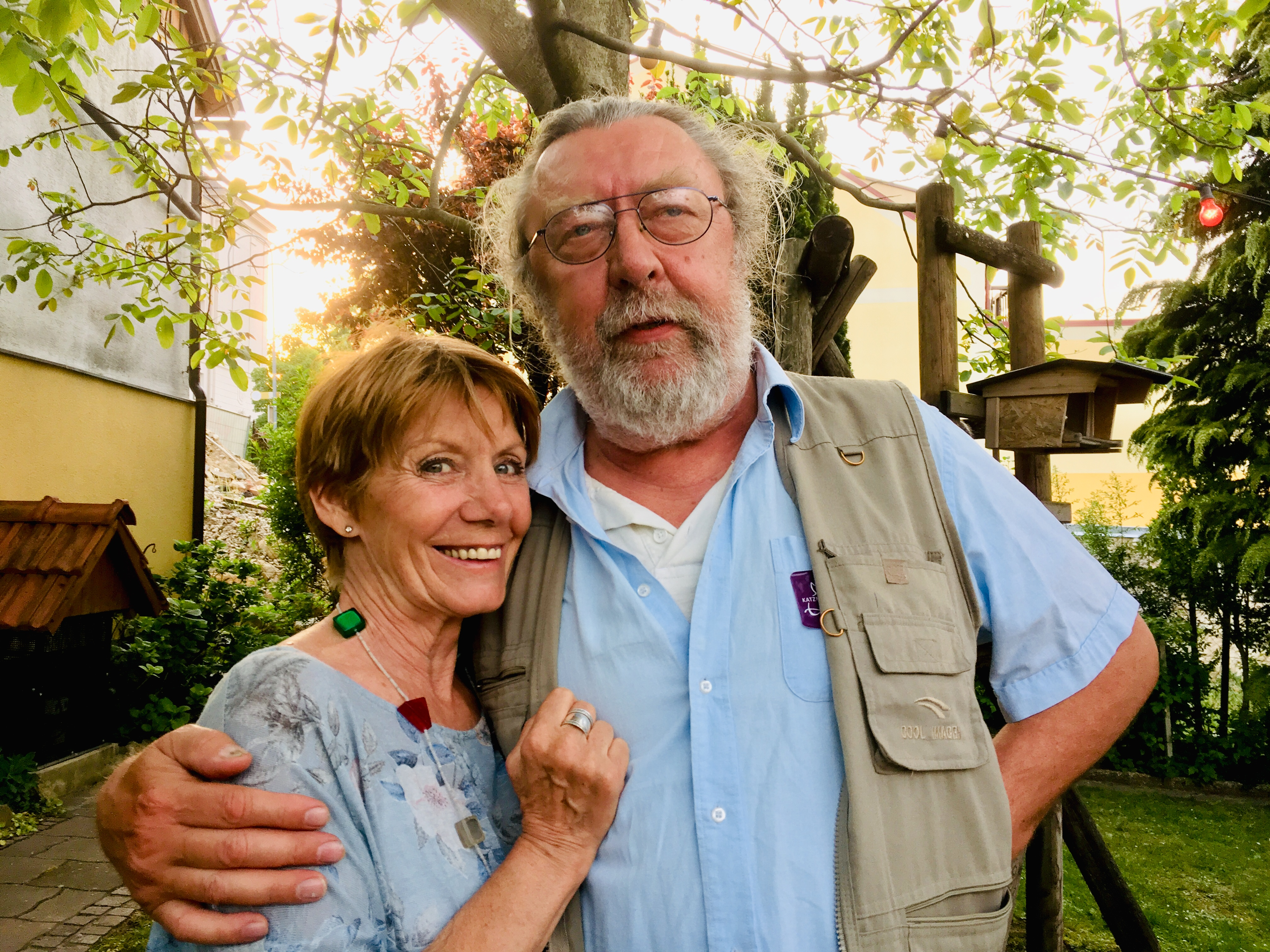
Itze Grünzweig und Erika Deutinger 2018

Friedrich „Itze“ Grünzweig (* 3. März 1956 in Klosterneuburg) ist ein österreichischer Maler, Musiker und Schauspieler sowie Kulturpreisträger der Stadt Klosterneuburg.

## Leben
Itze Grünzweig begann in seiner Jugend eine Ausbildung an der Höheren Graphische Bundes-Lehr- und Versuchsanstalt und absolvierte eine Lehre als Kfz-Mechaniker. Anschließend hatte er diverse Jobs als technischer Zeichner, Chauffeur und Haustechniker und begann nebenbei autodidaktisch Gitarre und Mundharmonika zu erlernen. Mit der Zeit bekamen die Malerei, Musik und Schauspiel immer mehr Gewicht. Am 8. November 2004 bekam er von der Stadt Klosterneuburg den Kulturpreis verliehen.
Grünzweig ist mit der Schauspielerin Erika Deutinger verheiratet. Sie haben immer wieder gemeinsame künstlerische Projekte.

## Malerei

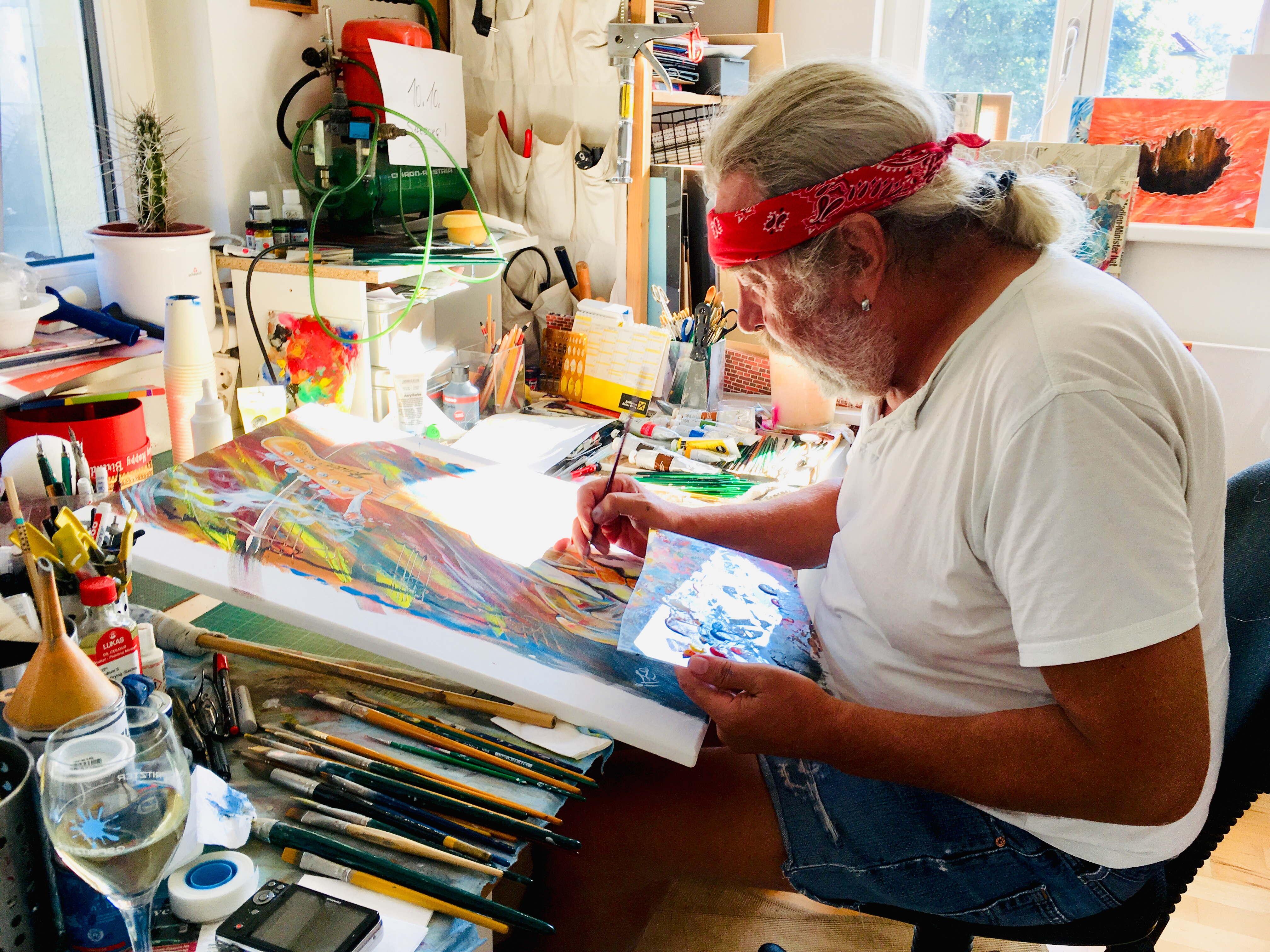
Itze Grünzweig in seinem Atelier in Klosterneuburg 2018

### Malstil
Von anfänglichen (kolorierten) Federzeichnungen hat sich eine Mischtechnik aus Aquarellfarben und Buntstiften entwickelt, wobei auch Arbeiten mit Öl-, Acrylfarben, Kohle und auch 3D-Bilder entstehen.
Darüber hinaus hat Itze Grünzweig auch einen Harley-Davidson-Tank in Airbrush (Luftpinseltechnik) mit Autolack bemalt.
Bereits im Kindesalter erkannte Grünzweig sein Talent, die großen und kleinen menschlichen Schwächen mit scharfem Blick auf Papier oder Leinwand zu bringen. Seine Werke sind gezeichnet von Satire und auch schwarzem Humor, mitunter auch mit politischem und wirtschaftlichen Inhalt. Seine kulturellen und auch naturbezogenen Bilder oder Charakterstudien spezieller Zeitgenossen stellt er mehrmals jährlich im Zuge einer Werkschau in Galerien bzw. Museen in ganz Österreich und auch Deutschland aus.
Neben deutschen und amerikanischen Cartoonisten beeinflussten seine künstlerische Entwicklung auch Erich Sokol und Manfred Deix.

## Kalenda
Seit dem Jahr 2000 bringt Itze Grünzweig im November den sogenannten „Kalenda“ für das nächste Jahr heraus, der mit einer streng limitierten Auflage mittlerweile zum Sammlerstück geworden ist. Im Rahmen von 3 Präsentationen bei einem Nobelheurigen in Klosterneuburg treten Musiker und Bands auf. Dort kann der Kalender neben anderen Werken auch mit Widmung von Itze Grünzweig erstanden werden. Eine Präsentation hat 2001 in der Nationalbibliothek stattgefunden. Darüber hinaus stellt Itze Grünzweig auch Weihnachtskarten, Geburtstagskalender, Bücher und Spezialanfertigungen von karikaturistischen Porträts her.

## Musik

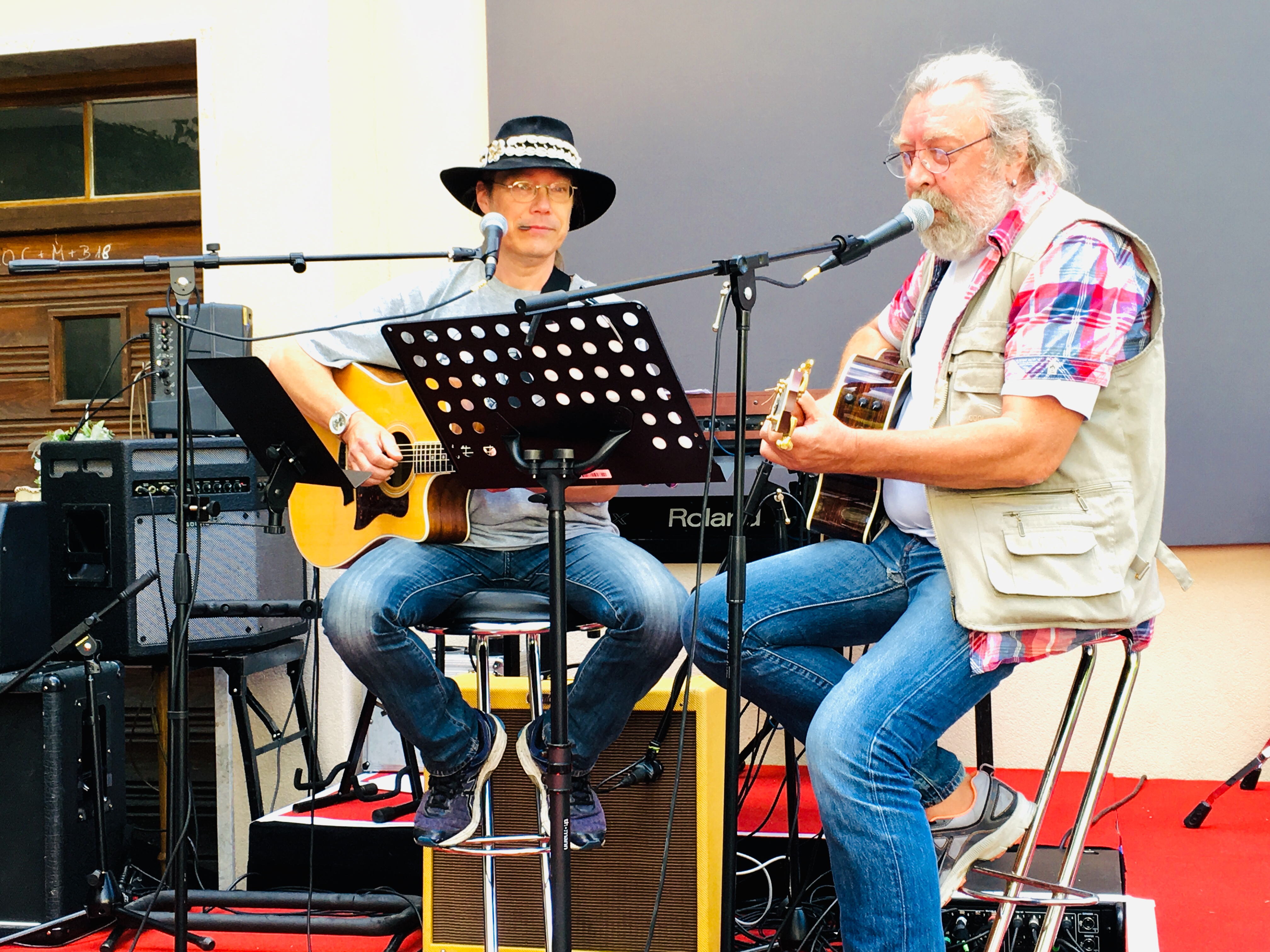
Itze Grünzweig und Gert Haussner bei einem Charity-Konzert in Weidling 2018

1986 gründete er die Folk-Rock-Gruppe „Opi & Röhrljeans“, wo auch Alexander Kosch, Peter Krotte, Wolfgang Mühlegger dabei waren. Auch heute noch ist Grünzweig als „Opi“ bei seinen Fans bekannt.
1991 gründete er mit Bernhard Slavicek, Mike Maloy, Gert Haussner und anderen die bis heute bestehende Boring Blues Band und war bis 2013 dort hauptsächlich als Sänger und Mundharmonikaspieler tätig. Auch heute noch spielt er fallweise als „special guest“ bei Konzerten mit.
Für spezielle Anlässe tritt er bis heute mit Gert Haussner in der Formation „Hauss ´n´Itz“ bei Konzerten und auch Charity-Veranstaltungen auf. Er bietet gitarristische Einlagen bei den Lesungen mit Erika Deutinger und schauspielerischen Auftritten. Musikalisch haben neben Blues auch Bob Dylan und Willy DeVille seinen Folk-Rock Stil geprägt, deren Songs er bis heute gerne interpretiert.
Weiters tritt Grünzweig in spontanen Formationen mit verschiedenen österreichischen Künstlern wie beispielsweise Erwin Schmidt im Zuge von Konzerten und Jam-Sessions auf.

### Diskographie
- 1989 „Opi & die Röhrljeans“ – Amazing Grace
- 1994 „Boring Blues Band“ – Live
- 1997 „Boring Blues Band“ – Rhythm in my feet
- 2002 „Boring Blues Band“ – Back in Sweet Home Gamlitz

## Schauspiel und Regie

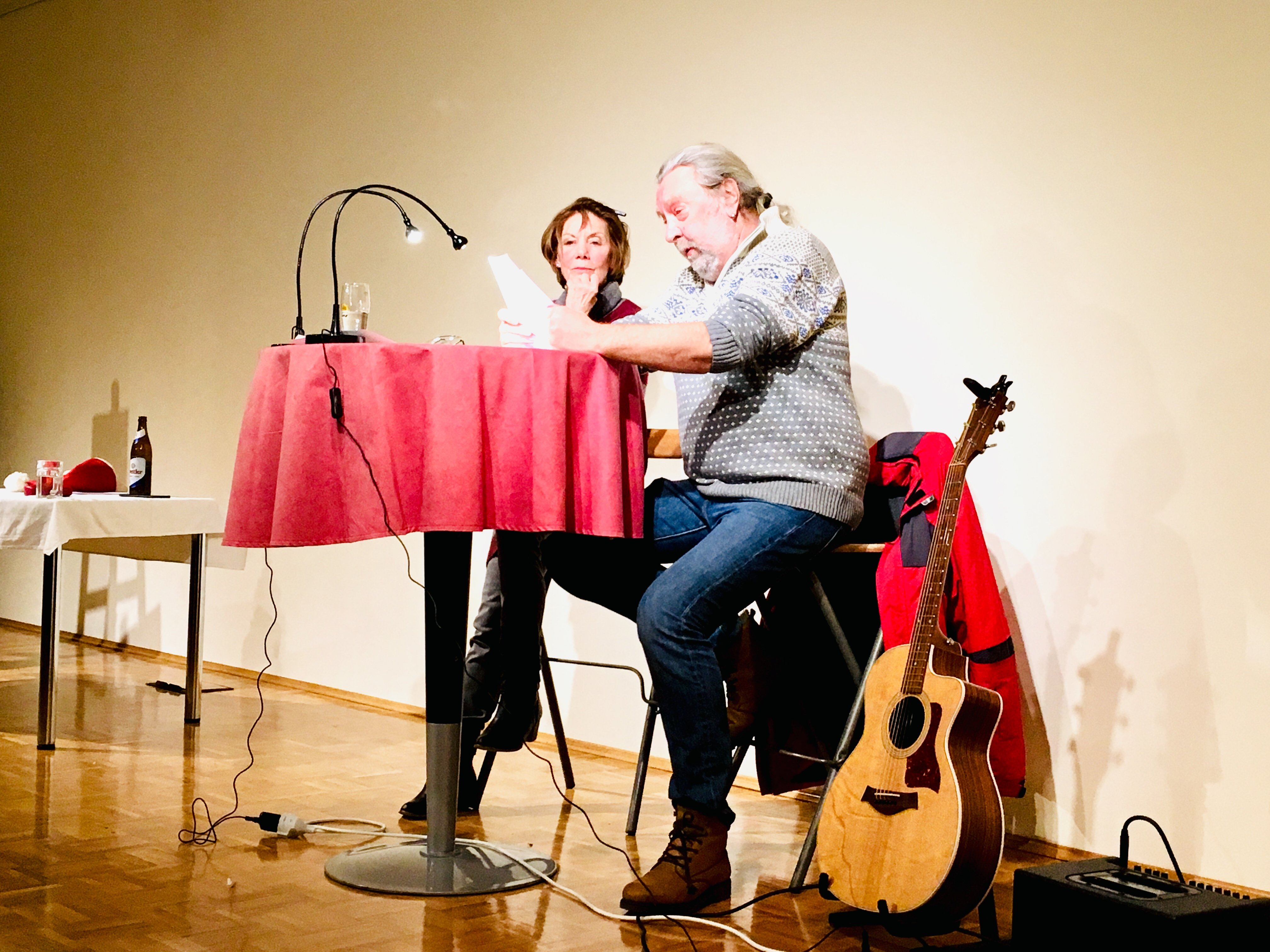
Itze Grünzweig und Erika Deutinger bei der Weihnachtslesung 2018 in Klosterneuburg

1987 gründete er mit der ORF-Regisseurin Lisa Braune die Schauspiel-Amateurtheatergruppe „Die Unverbesserlichen“ und im selben Jahr begann er als Illustrator und Autor beim Frauen-Kabarett „Menubeln“ mitzuarbeiten. Ab 1997 war er Ensemblemitglied der Profitheatergruppe „Accus“ und hatte des Weiteren auch Engagements im Sommertheater Gossam, im Ensembletheater und im Stadttheater Mödling. Seit 2015 tourt er mit Kindertheatervorstellungen unter der Regie von Paola Aguilera.
Seit 2010 ist er als Regisseur und Schauspieler der Theatergruppe Weidling tätig, die unter der Intendanz von Richard Spann jährlich ein neues Theaterstück inszeniert.